# Балочне
Ба́лочне — селище Чистяківської міської громади Горлівського району Донецької області в Україні. Населення становить 18 осіб.

## Загальні відомості
Відстань до Шахтарська становить близько 16 км і проходить автошляхом місцевого значення.
Землі селища розташовані між селищем Розсипне та селищем Куликівське Донецької області.
Унаслідок російської військової агресії із серпня 2014 року Балочне перебуває на території ОРДЛО.

## Населення
За даними перепису 2001 року населення села становило 18 осіб, з них 33,33 % зазначили рідною українську мову, а 66,67 % — російську.